# 300 (flipperkast)
"300" (de exacte naam bevat de aanhalingstekens) is een flipperkast, ontwikkeld door Gottlieb. Het spel heeft een bowlingthema. De titel is afgeleid van een perfect game, waar een bowler 300 punten scoort, het maximale aantal. Het spel is ontworpen door Ed Krynski en Gordon Morison, en is uitgegeven in augustus 1975.